# Mantaua Pământului

Structura internă cu principalele straturi ale Pământului prezentat schematic

Mantaua  este un strat situat între nucleul și scoarța terestră, ce se întinde până la adâncimea de 2.890 km. Este alcătuită predominant din roci pe bază de silicați, având un conținut de fier și magneziu mai ridicat decât al scoarței. 
Datorită temperaturilor mari din acest strat al Pământului, rocile formează o „topitură” foarte vâscoasă, dar gradul de viscozitate diferă: stratul superior al mantalei este mai rigid și, împreună cu crusta de deasupra, formează litosfera, împărțită în 7 sau 8 plăci tectonice majore, care plutesc pe stratul inferior al mantalei, mai puțin vâscos, în care există o mișcare de curgere plastică. Dinamica acestui strat al globului terestru, mantaua, este implicată în fenomene precum vulcanismul și seismicitatea, care au influențat profund relieful suprafeței și evoluția vieții pe Terra.

## Mantaua internă și externă
Mantaua este alcătuita din două părți, mantaua internă, care înconjoară nucleul și este foarte densă și mantaua externă în care se formează materie topită numită magmă.